# Felix Limo
Felix Limo (Nandi, 22 agosto 1980) è un maratoneta keniota.

## Biografia
Ha detenuto il record mondiale dei 15 km su strada fra il 2001 ed il 2010: stabilito con la vittoria nella Zevenheuvelenloop con il tempo di 41'28", è stato successivamente migliorato da Leonard Komon.
Nel 2002 è giunto primo sul traduardo della Mezza maratona del Portogallo. L'anno seguente debutta alla maratona di Amsterdam, giungendo secondo con 2h06'42", solo tre secondi dietro William Kipsang, che realizzò il record della corsa.
Limo ha ottenuto nel 2005 la vittoria alla maratona di Chicago, dopo aver trionfato nel 2004 a Berlino e a Rotterdam. In quest'ultima occasione ha stabilito il suo record personale, in 2h06'14", in una giornata molto ventosa.
Nel 2006 è primo alla maratona di Londra in 2h06'39"; l'anno successivo partecipa nuovamente alla corsa e giunge in terza posizione.
Nelle maratone degli anni successivi ottiene vari piazzamenti più o meno prestigiosi, ma mai più una vittoria.

## Altre competizioni internazionali
1998
- 5º alla Internationale Warandeloop ( Tilburg) - 30'32"

1999
- Oro alla Montferland Run ( 's-Heerenberg), 15 km - 44'08"
- 4º alla Santurce to Bilbao ( Bilbao), 14,8 km - 43'11"
- 6º al Jogging Des Notaires ( Parigi) - 28'22"
- Oro alla Maliebaanloop ( Utrecht) - 28'50"

2000
- Oro alla Zevenheuvelenloop ( Nimega), 15 km - 42'53"
- Bronzo alla Montferland Run ( 's-Heerenberg), 15 km - 43'49"
- Oro alla Royal 10 km ( L'Aia) - 28'07"
- 21º al Nairobi International Crosscountry ( Nairobi) - 37'26"
- 5º al Cross International de Llodio ( Llodio) - 30'56"
- 5º alla Carlsbad 5000 ( Carlsbad) - 13'31"

2001
- Oro alla Zevenheuvelenloop ( Nimega), 15 km - 41'29"
- 7º alla Crescent City Classic ( New Orleans) - 29'05"
- Bronzo al Crosse Internacional de Oeiras ( Oeiras) - 28'06"
- 8º alla Carlsbad 5000 ( Carlsbad) - 13'40"

2002
- 11º alla Mezza maratona di Lisbona ( Lisbona) - 1h01'05"
- Oro alla Oni Portugal Half Marathon ( Lisbona) - 1h02'05"
- 49º alla Corrida Internacional de São Silvestre ( San Paolo) - 49'28"
- Oro alla Swansea Bay 10 km ( Swansea) - 27'39"
- Oro alla Zwitserloot Dak Run ( Groesbeek) - 27'58"
- 6º alla Internationaux de la Seine St Denis ( La Courneuve) - 28'02"
- 6º alla Million Dollar Road Race ( Doha) - 28'46"

2003
- Argento alla Maratona di Amsterdam ( Amsterdam) - 2h06'42"
- 7º alla Dam tot Dam ( Zaandam), 10 miglia - 47'22"
- 5º alla Peachtree Road Race ( Atlanta) - 28'45"

2004
- Oro alla Maratona di Rotterdam ( Rotterdam) - 2h06'14"
- Oro alla Maratona di Berlino ( Berlino) - 2h06'44"
- 5º alla Rotterdam Half Marathon ( Rotterdam) - 1h03'09"
- Bronzo alla Zwitserloot Dak Run ( Groesbeek) - 28'31"

2005
- Oro alla Maratona di Chicago ( Chicago) - 2h07'02"
- Bronzo alla Maratona di Rotterdam ( Rotterdam)- 2h09'01"
- 5º alla Dam tot Dam ( Zaandam), 10 miglia - 46'48"
- 4º alla Montferland Run ( 's-Heerenberg), 15 km - 44'25"

2006
- Oro alla Maratona di Londra ( Londra) - 2h06'39"
- 5º alla Mezza maratona di Lisbona ( Lisbona) - 1h01'12"
- 8º alla Mezza maratona di Udine ( Udine) - 1h03'27"

2007
- Bronzo alla Maratona di Londra ( Londra) - 2h07'47"
- 15º alla Rotterdam Half Marathon ( Rotterdam) - 1h03'24"

2008
- 8º alla Maratona di Londra ( Londra) - 2h10'35"
- 5º alla Maratona di Fukuoka ( Fukuoka) - 2h10'59"
- 7º alla Great North Run ( Newcastle upon Tyne) - 1h03'15"
- 15º alla New York Half Marathon ( New York) - 1h05'22"
- 8º al Memorial Peppe Greco ( Scicli) - 29'53"

2009
- 10º alla Maratona di Londra ( Londra) - 2h09'47"
- 7º alla Maratona di Seul ( Seul) - 2h13'13"
- 15º alla Mezza maratona di Lisbona ( Lisbona) - 1h05'33"

2010
- 7º alla Maratona di Vienna ( Vienna) - 2h11'34"
- 7º alla Route du Vin Half Marathon ( Remich) - 1h02'20"
- 19º alla Zevenheuvelenloop ( Nimega), 15 km - 46'43"
- Argento alla Vattenfall City-Nacht ( Berlino) - 29'23"

2011
- 4º alla Maratona di Berlino ( Berlino) - 2h10'38"
- 6º alla Maratona di Tokyo ( Tokyo) - 2h10'50"

2012
- 8º alla Maratona di Madrid ( Madrid) - 2h20'06"
- 21º alla Zevenheuvelenloop ( Nimega), 15 km - 47'36"

2013
- 10º alla Maratona di Varsavia ( Varsavia) - 2h23'08"